# 千言萬語 (電影)
《千言萬語》（英語：Ordinary Heroes）是一部1999年許鞍華执导的香港文艺片。內容主要描述片中几位主角在经历香港七十年代末至八十年代的社會運動大环境下的生活状态和命运。劇中大部份的人物都以真人故事為依據。
本片入圍第49屆柏林影展主競賽單元，後獲得第19届香港電影金像獎最佳影片，以及1999年第36届金馬獎包括最佳剧情片、最佳导演和最佳女主角在内的五个奖，並代表香港參選第72屆奧斯卡金像獎最佳外語片。

## 角色
| 角色     | 演員   | 介紹 |
| 蘇鳳娣   | 李麗珍 | 水上人，故事以她的失憶開始展开对往事的回忆，透過描寫她的經歷寫出整个故事。                                               |
| 甘仔     | 黃秋生 | 意大利籍神父，在香港為水上居民等弱勢社群爭取權益，喜爱弹吉他和写日记，此角色以甘浩望神父為藍本。                         |
| 李紹東   | 李康生 | 長期暗戀蘇鳳娣，草根階層出生，長期參與甘仔、邱明寬等人的社會運動的小人物。                                               |
| 邱明寬   | 謝君豪 | 社會運動的中堅分子，後來成為葵青區議會區議員（其名片顯示的地址為葵芳邨，但電影中的議員辦事處在大坑東邨），被蘇鳳娣喜欢。 |
| 紹東母亲 | 鮑起靜 | |
| 旦家仔   | 祖雲尼 | |

## 特別情節
本片從開首到中段末，皆穿插著由左翼戲劇工作者莫昭如演出的獨白劇—《吳仲賢的故事》，內容講述香港的托派社會運動人士吳仲賢的一生。本片只演出了劇的開初至1989年一段（因片中設定該劇演出於1989年六四事件之後），由於劇中有以粗口責罵立法會議員司徒華、張文光的教協派系在支聯會中專橫霸道，而梁耀忠領導的四五行動卻十分軟弱，險令本片被列為三級片。《吳仲賢的故事》整個劇亦被製作成影碟獨立發售。

## 奖项及提名
| 頒獎典禮                  | 獎項             | 名單           | 結果 |
| ------------------------- | ---------------- | -------------- | ---- |
| 第49屆柏林影展            | 金熊獎           | 不適用         | 提名 |
| 第36屆金馬獎              | 最佳劇情片       | 不適用         | 獲獎 |
| 第36屆金馬獎              | 最佳導演         | 許鞍華         | 獲獎 |
| 第36屆金馬獎              | 最佳男主角       | 黃秋生         | 提名 |
| 第36屆金馬獎              | 最佳女主角       | 李麗珍         | 獲獎 |
| 第36屆金馬獎              | 最佳原著劇本     | 陳健忠         | 提名 |
| 第36屆金馬獎              | 最佳攝影         | 余力為         | 提名 |
| 第36屆金馬獎              | 最佳美術設計     | 潘燚森、馮繼輝 | 獲獎 |
| 第36屆金馬獎              | 最佳造型設計     | 潘燚森         | 獲獎 |
| 第36屆金馬獎              | 最佳音效         | 杜篤之         | 提名 |
| 第36屆金馬獎              | 最佳原創電影音樂 | 趙增熹、許 愿  | 提名 |
| 第6屆香港電影評論學會大獎 | 最佳電影         | 不適用         | 提名 |
| 第6屆香港電影評論學會大獎 | 最佳編劇         | 陳健忠         | 提名 |
| 第6屆香港電影評論學會大獎 | 最佳男演員       | 黃秋生         | 提名 |
| 第6屆香港電影評論學會大獎 | 最佳女演員       | 李麗珍         | 提名 |
| 第6屆香港電影評論學會大獎 | 推薦電影         | 不適用         | 獲獎 |
| 第5屆香港電影金紫荊獎     | 最佳影片         | 不適用         | 提名 |
| 第5屆香港電影金紫荊獎     | 最佳導演         | 許鞍華         | 提名 |
| 第5屆香港電影金紫荊獎     | 最佳編劇         | 陳健忠         | 提名 |
| 第5屆香港電影金紫荊獎     | 最佳男主角       | 黃秋生         | 獲獎 |
| 第5屆香港電影金紫荊獎     | 最佳女主角       | 李麗珍         | 獲獎 |
| 第5屆香港電影金紫荊獎     | 十大華語片       | 不適用         | 獲獎 |
| 第19屆香港電影金像獎      | 最佳電影         | 不適用         | 獲獎 |
| 第19屆香港電影金像獎      | 最佳導演         | 許鞍華         | 提名 |
| 第19屆香港電影金像獎      | 最佳編劇         | 陳健忠         | 提名 |
| 第19屆香港電影金像獎      | 最佳男主角       | 黃秋生         | 提名 |
| 第19屆香港電影金像獎      | 最佳女主角       | 李麗珍         | 提名 |
| 第19屆香港電影金像獎      | 最佳男配角       | 謝君豪         | 提名 |
| 第19屆香港電影金像獎      | 最佳女配角       | 鮑起靜         | 提名 |
| 第19屆香港電影金像獎      | 最佳美術指導     | 潘燚森、馮繼輝 | 提名 |
| 香港特區十周年電影選舉    | 最佳男主角       | 黃秋生         | 獲獎 |

## 外部連結
- 香港影庫上《千言萬語》的資料（繁體中文）
- 開眼電影網上《千言萬語》的資料（繁體中文）
- 豆瓣电影上《千言萬語》的資料 （简体中文）
- 时光网上《千言萬語》的資料（简体中文）
- AllMovie上《千言萬語》的资料（英文）
- 互联网电影数据库（IMDb）上《千言萬語》的资料（英文）